# Jōgan-Erdbeben 869

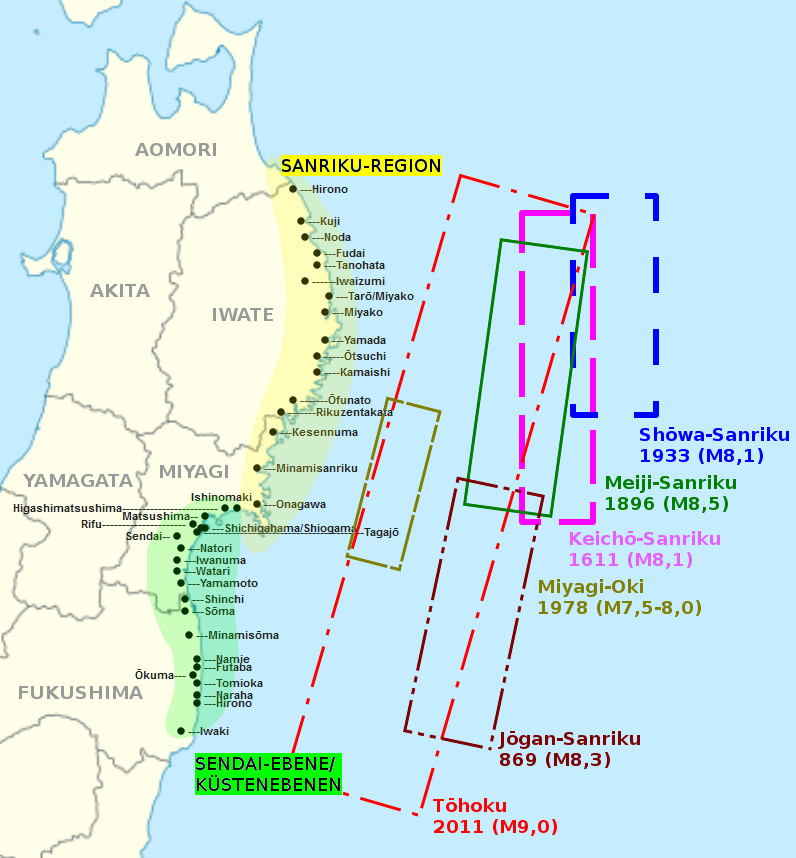
Historische Tsunamis in der Sanriku-Region und Auswahl von Gebieten, die vom Tōhoku-Tsunami von 2011 betroffen waren.

Das Jōgan-Erdbeben 869 (japanisch 貞観地震 Jōgan jishin), auch Jōgan-Sanriku-Erdbeben (貞観三陸地震, Jōgan Sanriku jishin) genannt, war eines der stärksten Erdbeben mit Tsunamis in der Geschichte Japans und ereignete sich am 9. Juli 869 (traditionelles Datum: Jōgan 11/5/26) vor der Sanriku-Küste.
Das Ereignis wird in der im Jahr 901 zusammengestellten Reichschronik Nihon Sandai Jitsuroku (Band 16) wie folgt beschrieben:

「五月[…]廿六日癸未。陸奥国地大震動。流光如晝隠映。頃之。人民叫呼。伏不能起。或屋仆壓死。或地裂埋殪。馬牛駭奔。或相昇踏。城郭倉庫。門櫓墻壁。頽落顛覆。不知其数。海嘯哮吼。聲似雷霆。驚濤涌潮。泝徊漲長。忽至城下。去海数千百里。浩々不辧其涯俟矣。原野道路。惣為滄溟。乗船不湟。登山難及。溺死者千許。資産苗稼。殆無孑遺焉.」

„5. Monat […] 26. Tag: Ein großes Beben traf die Provinz Mutsu. Der Himmel war von taghellen Erscheinungen [vgl. Erdbebenlicht] durchzogen. Nach kurzer Zeit hallten die Schreie der Menschen. Niedergeworfen, war man nicht fähig wieder aufzustehen. Einige wurden von zusammenstürzenden Gebäuden zerdrückt und starben, andere wurden vom aufreißenden Boden verschluckt und starben. Pferde und Rinder erschraken, liefen umher und zertrampelten sich gegenseitig. Unzählige Bauwerke wie Burgmauern, Lagerhäuser, Tore, Türme, Zäune und Mauern stürzten ein. Das Meer toste wie Donner, große Wellen strömten heran und bewegten sich auf großer Länge flussaufwärts. In kürzester Zeit erreichten sie die Burgstadt. Das Meer ließ einige hundert Meilen verschwinden und man wusste nicht wo die Küste [= das Inland] aufhörte. Die Felder und Straßen wurden zum Ozean. Es war keine Zeit, die Boote zu besteigen oder in die Berge zu fliehen. Etwa tausend Menschen ertranken. Persönlicher Besitz und die Saat wurden fast vollständig zerstört.“

Die in dem Bericht beschriebene Burgstadt wird häufig mit derjenigen um die Burg Taga (heute in der Gemeinde Tagajō) identifiziert, die damals Provinzhauptstadt (kokufu) war. Zudem wurden archäologische Hinweise auf ihre Zerstörung für das 8./9. Jahrhundert gefunden.
Basierend auf den beschriebenen Schäden für diesen Ort, die auf eine seismische Intensität von mindestens der Stufe 5 schließen lassen, wird vermutet, dass das Erdbeben eine Magnitude von 8,3 hatte. Eine Simulation durch Minoura et al. von 2001 lokalisierte das Erdbeben zwischen 37° und 39° N, 143° und 144,5° O, wobei die Verwerfung etwa 200 km lang, 85 km breit war und in 1 km Tiefe stattfand. Der Tsunami besaß demnach dann eine Höhe von etwa 8 m. Satake et al. bestimmten 2008 die Verwerfung mit einer Länge von 100 bis 200 km und einer Breite von 100 km bei einer Momenten-Magnitude MW 8,1 bis 8,4. Die Erdbeben-Datenbank des National Geophysical Data Center der US-amerikanischen NOAA gibt eine Oberflächenwellen-Magnitude von MS 8,6 an.
Geologische Untersuchungen fanden marine Sedimentablagerungen, die auf diesen Tsunami zurückzuführen sind, in der Ebene zwischen dem heutigen Sendai und Sōma mehr als 4–4,5 km landeinwärts. Allerdings lag die Ebene damals etwa einen halben Meter niedriger als heute. Dies bestätigt die beschriebenen großflächigen Überflutungen und die hohe Zahl der Todesopfer (verglichen mit der Tatsache, dass die Gegend damals weit weniger und nur sehr verstreut besiedelt war). So wird für das 8. Jahrhundert für diese zweitbevölkerungsreichste Provinz eine Bevölkerung von 186.000 angenommen.
Zudem wurden Hinweise auf zwei ähnlich verheerende, vorangegangene Tsunamis mit ähnlichen Auswirkungen gefunden: einen zwischen 910 und 670 v. Chr. und einen zwischen 140 v. Chr. und 150 n. Chr. Basierend darauf wird angenommen, dass derartige Tsunamis diese Küstengegend etwa alle 800 bis 1100 Jahre, bzw. unter Hinzunahme des Keichō-Sanriku-Erdbebens 1611 alle 450–800 Jahre treffen. Minoura et al. meinten 2001, dass ein ähnlich starker Tsunami, der etwa 2,5–3 km ins Land eindringe, zu erwarten sei. Diese Vorhersage wurde häufig mit dem Tōhoku-Erdbeben und -Tsunami vom 11. März 2011 identifiziert und dieses wiederum dem Jōgan-Erdbeben gleichgestellt.